# Mette Touborg
Mette Touborg (født 15. december 1973) var borgmester i Lejre Kommune  fra november 2009 til november 2016, hvor hun blev udnævnt til administrerende direktør i Københavns Kommunes Kultur- og Fritidsforvaltning. . 2012-2014 var hun næstformand i SF. På borgmesterposten afløstes hun af socialdemokraten Carsten Rasmussen.
Mette Touborg repræsenterede SF i bestyrelsen for Kommunernes Landsforening. 
Mette Touborg er datter af forhenværende folketingsmedlem Kristen Touborg og tidligere regionsrådsmedlem Anna Marie Touborg. Mette Touborg er opvokset i Vestjylland og var i gymnasietiden med til at oprette SFU i Lemvig. Hun blev  sygeplejerske samtidig med, at hun var fagpolitisk aktiv. Hun har været aktiv i lokalpolitik siden kommunalvalget i 2005, hvor hun blev indvalgt som repræsentant for Socialistisk Lokalliste
Ved kommunalvalget 2009 stillede Mette Touborg op for SF, og hun blev den kandidat i Lejre Kommune, der fik flest personlige stemmer. SF kunne nu sammen med Socialdemokratiet og Det Radikale Venstre vælte den stærke Venstre-dominans i kommunen, og Mette Touborg kunne afløse Flemming Jensen (Venstre) som borgmester.
Ved kommunalvalget i 2013 fik SF knapt 1/3 af alle stemmer afgivet i Lejre kommune - heraf var 9/10 personligt på Mette Touborg. SF konstituerede sig sammen med listerne A, Ø, C og I, og udgjorde et flertal på 15/25 i kommunalbestyrelsen.